# AS Níki Leucade
Maillots
L’AS Níki Leucade (grec moderne : Α.Σ. Νίκη Λευκάδας pour Αθλητικός Σύλλογος Νίκη Λευκάδας / Athlitikós Sýllogos Níki Lefkádas, « Club sportif la Victoire de Leucade ») est un club grec de basket-ball, fondé en 2006 et basé sur l’île de Leucade, évoluant en Division A1, soit le plus haut niveau du championnat grec féminin.

## Palmarès
- Championnat de Grèce de deuxième division (1)
  - Vainqueur : 2015

## Joueuses célèbres ou marquantes
- Pelagía Papamichaíl